# Jonathan Carré
Jonathan Pierre Georges Carré, född 1987, är en fransk montéryttare, travtränare och travkusk. Han har sin bas i Vårgårda, och har Åbytravet som hemmabana.

## Karriär
Carré tävlade fram till 2016 i Frankrike. Han arbetade hos Frédéric Prat, och var bland annat ordinarie ryttare på hästen Quémeu d'Écublei, som enligt egen utsago är hans favorithäst. Tillsammans segrade ekipaget i flera Grupp 2-lopp i monté.
Under 2015 träffade han Constanza Flores, och 2016 flyttade paret till Sverige och Umeå. Carré började då att arbeta hos Mika Haapakangas. 2019 flyttade han söderut, denna gången till Vårgårda, och etablerade sig snabbt som en av Sveriges främsta montéryttare.
Den 21 maj 2020 segrade han i tre lopp på Bergsåker travbana, då banan arrangerade en tävlingsdag med enbart montélopp.
2019 segrade han i Montéeliten med hästen Aigle Jenilou under Elitloppshelgen på Solvalla, och 2020 red han Volcan de Bellande till seger i Paralympiamontén på hemmabanan Åbytravet.

## Större segrar i urval
| År   | Lopp                         | Häst               | Tränare          | Grupp   |
| ---- | ---------------------------- | ------------------ | ---------------- | ------- |
| 2010 | Prix de Londres              | Quémeu d'Écublei   | Frédéric Prat    | Grupp 2 |
| 2010 | Prix Jacques Andrieu         | Quémeu d'Écublei   | Frédéric Prat    | Grupp 2 |
| 2010 | Prix Théophile Lallouet      | Quémeu d'Écublei   | Frédéric Prat    | Grupp 2 |
| 2010 | Prix du Pontavice de Heussey | Quémeu d'Écublei   | Frédéric Prat    | Grupp 3 |
| 2011 | Prix de Londres              | Quémeu d'Écublei   | Frédéric Prat    | Grupp 2 |
| 2011 | Prix Jacques Andrieu         | Quémeu d'Écublei   | Frédéric Prat    | Grupp 2 |
| 2011 | Prix Théophile Lallouet      | Quémeu d'Écublei   | Frédéric Prat    | Grupp 2 |
| 2011 | Prix Camille de Wazières     | Tucson             | Philippe Allaire | Grupp 2 |
| 2019 | Montéeliten                  | Aigle Jenilou      | Henk A.J. Grift  | Grupp 2 |
| 2020 | Paralympiamontén             | Volcan de Bellande | Henk A.J. Grift  | -       |
| 2021 | Paralympiamontén             | Accord Marjacq     | Kevin Gondet     | -       |
| 2022 | Åby Stora Montépris          | Diamant de Larre   | Henk A.J. Grift  | -       |